# Campeonato Mundial de Atletismo Júnior de 2014 - Arremesso de peso feminino
A prova do arremesso de peso feminino do Campeonato Mundial de Atletismo Júnior de 2014 ocorreu no dia 25 de julho em Eugene, nos Estados Unidos. 

## Recordes
Antes desta competição, os recordes mundiais e do campeonato nesta prova eram os seguintes:
|     | Nome              | Nacionalidade     | Distância | Local      | Data                |
| --- | ----------------- | ----------------- | --------- | ---------- | ------------------- |
| WJR | Astrid Kumbernuss | Alemanha Oriental | 20.54 m   | Orimattila | 1 de julho de 1989  |
| CR  | Cheng Xiaoyan     | China             | 18.74 m   | Lisboa     | 21 de julho de 1994 |

## Medalhistas
| Ouro               | Prata                | Bronze            |
| Guo Tianqian (CHN) | Raven Saunders (USA) | Emel Dereli (TUR) |

## Cronograma
Todos os horários são locais (UTC-7).
| Data        | Hora  | Evento       |
| ----------- | ----- | ------------ |
| 25 de julho | 10:10 | Qualificação |
| 25 de julho | 18:35 | Final        |

## Resultados

### Qualificação
Qualificação: 15,80 m (Q) ou pelo menos melhor 12 qualificado (q) 
Grupo A
| Posição | Atleta                              | Nacionalidade     | Tentativas | Tentativas | Tentativas | Resultados | Notas                |
| Posição | Atleta                              | Nacionalidade     | 1          | 2          | 3          | Resultados | Notas                |
| ------- | ----------------------------------- | ----------------- | ---------- | ---------- | ---------- | ---------- | -------------------- |
| 1       | Guo Tianqian                        | China             | 16.59      |            |            | 16.59      | Q                    |
| 2       | Fanny Roos                          | Suécia            | 14.86      | 16.03      |            | 16.03      | Q                    |
| 3       | Saily Viart                         | Cuba              | 15.95      |            |            | 15.95      | Q                    |
| 4       | Elena Bezruchenko                   | Rússia            | 15.55      | 15.81      |            | 15.81      | Q                    |
| 5       | Laura Jokeit                        | Alemanha          | 14.98      | 14.90      | 15.33      | 15.33      | q                    |
| 6       | Nwanneka Okwelogu                   | Nigéria           | 14.67      | 14.86      | 15.13      | 15.13      | q                    |
| 7       | Kätlin Piirimäe                     | Estónia           | 15.09      | x          | x          | 15.09      | q                    |
| 8       | Lenuta Burueana                     | Roménia           | x          | 14.54      | 14.43      | 14.54      |                      |
| 9       | Grace Conley                        | Bolívia           | 14.00      | 14.19      | 14.30      | 14.30      | Recorde da temporada |
| 10      | Portious Warren                     | Trindade e Tobago | 13.22      | 13.16      | 14.22      | 14.22      |                      |
| 11      | Cecilia Rodríguez                   | Uruguai           | 13.88      | 12.41      | 12.46      | 13.88      |                      |
| 12      | Rochelle Frazer                     | Jamaica           | 12.35      | 13.78      | 12.92      | 13.78      |                      |
| 13      | Chiang Ru-Ching                     | Taipé Chinesa     | x          | 13.02      | 13.32      | 13.32      |                      |
| 14      | Yohana Vargas                       | Venezuela         | 13.16      | 13.21      | 13.18      | 13.21      |                      |
| 15      | Mentallah Mustafa Mohamed Elnahrawy | Egito             | 12.85      | 12.75      | 12.22      | 12.85      |                      |
| 16      | Katelyn Daniels                     | Estados Unidos    |            |            |            | DNS        |                      |

Grupo B
| Posição | Atleta                | Nacionalidade     | Tentativas | Tentativas | Tentativas | Resultados | Notas                |
| Posição | Atleta                | Nacionalidade     | 1          | 2          | 3          | Resultados | Notas                |
| ------- | --------------------- | ----------------- | ---------- | ---------- | ---------- | ---------- | -------------------- |
| 1       | Raven Saunders        | Estados Unidos    | 15.64      | 16.73      |            | 16.73      | Q                    |
| 2       | Emel Dereli           | Turquia           | 16.15      |            |            | 16.15      | Q                    |
| 3       | Klaudia Kardasz       | Polónia           | 13.65      | 15.65      | 15.94      | 15.94      | Q                    |
| 4       | Lezaan Jordaan        | África do Sul     | 15.31      | 15.82      |            | 15.82      | Q                    |
| 5       | Xu Jiaqi              | China             | 13.80      | 15.08      | x          | 15.08      | q                    |
| 6       | Alina Kenzel          | Alemanha          | 13.56      | 14.21      | 14.86      | 14.86      |                      |
| 7       | Lee Mina              | Coreia do Sul     | 14.85      | x          | x          | 14.85      | Recorde da temporada |
| 8       | Izabela da Silva      | Brasil            | 14.54      | -          | -          | 14.54      |                      |
| 9       | Alena Pasechnik       | Bielorrússia      | 14.48      | x          | x          | 14.48      |                      |
| 10      | Noora Salem Jasim     | Bahrein           | 14.25      | 14.18      | 14.28      | 14.28      |                      |
| 11      | Jess St. John         | Antígua e Barbuda | 14.00      | 13.83      | 13.57      | 14.00      |                      |
| 12      | Gleneve Grange        | Jamaica           | 13.78      | x          | 13.95      | 13.95      |                      |
| 13      | Stéphanie Krumlovsky  | Luxemburgo        | 13.56      | 13.70      | 13.40      | 13.70      |                      |
| 14      | María Fernanda Orozco | México            | x          | x          | 13.44      | 13.44      |                      |
| 15      | Manca Avbelj          | Eslovénia         | 13.16      | 13.20      | 13.14      | 13.20      |                      |
| 16      | Lisette Liivrand      | Estónia           | x          | 12.99      | 13.12      | 13.12      |                      |

### Final
A prova final foi realizada no dia 25 de julho às 18:35. 
| Posição           | Atleta            | Nacionalidade  | Tentativas | Tentativas | Tentativas | Tentativas | Tentativas | Tentativas | Resultados | Notas           |
| Posição           | Atleta            | Nacionalidade  | 1          | 2          | 3          | 4          | 5          | 6          | Resultados | Notas           |
| ----------------- | ----------------- | -------------- | ---------- | ---------- | ---------- | ---------- | ---------- | ---------- | ---------- | --------------- |
| Medalha de ouro   | Guo Tianqian      | China          | 16.96      | 17.29      | 17.21      | 17.71      | 17.52      | 17.29      | 17.71      |                 |
| Medalha de prata  | Raven Saunders    | Estados Unidos | 14.38      | 16.36      | 15.48      | 15.48      | 15.85      | 16.63      | 16.63      |                 |
| Medalha de bronze | Emel Dereli       | Turquia        | x          | 16.55      | 16.41      | 16.45      | 16.50      | 16.28      | 16.55      |                 |
| 4                 | Xu Jiaqi          | China          | x          | 16.32      | x          | 15.82      | 15.85      | 15.94      | 16.32      |                 |
| 5                 | Klaudia Kardasz   | Polónia        | 16.06      | 16.29      | 15.60      | 16.16      | x          | 15.79      | 16.29      | Recorde pessoal |
| 6                 | Fanny Roos        | Suécia         | 15.50      | 15.68      | 15.83      | 15.78      | x          | 16.29      | 16.29      | NJR             |
| 7                 | Elena Bezruchenko | Rússia         | 15.98      | 16.24      | 15.80      | 15.66      | 16.10      | 16.24      | 16.24      | Recorde pessoal |
| 8                 | Lezaan Jordaan    | África do Sul  | 15.44      | 15.79      | 16.14      | 15.30      | 16.15      | x          | 16.15      | Recorde pessoal |
|                   |                   |                |            |            |            |            |            |            |            |                 |
| 9                 | Saily Viart       | Cuba           | 15.62      | x          | x          |            |            |            | 15.62      |                 |
| 10                | Kätlin Piirimäe   | Estónia        | 15.48      | x          | 15.49      |            |            |            | 15.49      |                 |
| 11                | Nwanneka Okwelogu | Nigéria        | 14.58      | 14.77      | 14.51      |            |            |            | 14.77      |                 |
| 12                | Laura Jokeit      | Alemanha       | 14.61      | x          | 14.37      |            |            |            | 14.61      |                 |

Legenda
| Recorde mundial       | Recorde mundial (World record)               |                       | Recorde africano                      | Recorde africano (African) |                                           | Q | Classificado por posição (Qualified) |
| Recorde do campeonato | Recorde do campeonato (Championship record)  | Recorde da América    | Recorde da América (Americas)         | q                          | Classificado por melhor tempo (Qualified) |   |                                      |
| Melhor marca do ano   | Melhor marca do ano (World leading)          | Recorde asiático      | Recorde asiático (Asian)              | DNS                        | Não largou (Did not start)                |   |                                      |
| Recorde nacional      | Recorde nacional (National record)           | Recorde europeu       | Recorde europeu (European)            | DNF                        | Não terminou (Did not finish)             |   |                                      |
| Recorde pessoal       | Recorde pessoal do atleta (Personal best)    | Recorde da Oceania    | Recorde da Oceania (Oceania)          | DSQ / DQ                   | Desclassificado (Disqualified)            |   |                                      |
| Recorde da temporada  | Recorde da temporada do atleta (Season best) | Recorde sul-americano | Recorde sul-americano (South America) | NM                         | Sem marca (No mark)                       |   |                                      |